# カファラ制度
カファラ制度（カファラせいど、アラビア語： نظام الكفالة; 「スポンサー制度」の意）とは、湾岸協力会議加盟国およびその周辺国（イラク、カタール、バーレーン、クウェート、レバノン、オマーン、サウジアラビア、アラブ首長国連邦）の主に建設・家事部門で働く移民労働者を監視するための制度である。制度は全ての移民労働者に国内でのスポンサー、通常は雇用主、を付けることを義務付け、そのスポンサーがビザや法的地位に責任を持つ。
カファラ制度は、雇用主が労働者のパスポートを取り上げ、労働者を搾取することを容易にしていると人権団体から批判されている。国際労働組合総連合は2014年の報告書で、湾岸諸国では主にインド、スリランカ、フィリピン、ネパールに奴隷化された家事労働者が240万人いると推定している。

## 法的背景と語源
イスラムの養子縁組法学では、「カファラ」は養子縁組を指す。20世紀後半にいくつかの国で、当初のカファラ法を拡大する形で、移民労働者の有期スポンサーシップ制度が組み込まれた。
スポンサーシップ制度の起源は、真珠漁に関する労働慣行にある。ペルシャ湾では、真珠産業は奴隷労働によって支配されており、20世紀に奴隷制度が廃止される以前は、奴隷が真珠の潜水夫として使われていた。21世紀初め頃から、移民労働者制度のことを英語で「カファラ制度」と呼ぶようになった。
カファラという単語はアラビア語に由来し、関連語のカフィールはカファラ制度における現地雇用のスポンサーを指す。

## バーレーン
2009年に、バーレーンが湾岸協力会議（GCC）加盟国として初めてカファラ制度の廃止を主張した。労働大臣は声明で、カファラ制度を奴隷制度になぞらえた。
2009年4月に労働市場規制提案の変更が行われ、2009年8月1日から実施された。新法では、労働市場規制当局が移民のスポンサーとなり、労働者は雇用主の同意なしに雇用主を変えることができる。雇用主が労働者を解雇する際には、3ヶ月以上前に通知をすることが義務付けられている。
しかし、2009年11月にヒューマン・ライツ・ウォッチ（HRW）は、「移民労働者から賃金とパスポートを差し押さえる雇用主」に対して、「政府当局は法令遵守を徹底していない」と述べた。

## クウェート
クウェートではカファラ制度が行われている。2018年に、クウェートはフィリピンとの外交危機に陥ったが、2018年5月の労働協定で、パスポートの没収や週休1日の保証など、フィリピン人出稼ぎ労働者に対するカファラの下での一般的な慣行を禁止することで終結した。

## カタール
カタールには外国人労働者が約120万人おり、労働力の94％を占めている。そのほとんどが家政婦や低技能労働者である。労働者の多くは、ヒューマン・ライツ・ウォッチが「強制労働」にたとえるような条件のもとで生活している。
転職、出国、運転免許証の取得、家の賃貸、当座預金の開設には雇用主の同意が必要である。アムネスティ・インターナショナルは、労働者がパスポートを返してもらうために、賃金を受け取ったという虚偽の声明に署名しているのを目撃している。
カタールが2022 FIFAワールドカップの開催国に選ばれた際、国際的なメディアの注目が高まった。2022年3月、FIFA会長のジャンニ・インファンティーノはカタールのアリ・ビン・サミク・アル・マリ労働大臣と会談し、労働者の福祉と労働権の分野で達成された進展について話し合った。この会談では、カタールの2022年法律第18号による労働改革が明らかにされ、雇用主による転職許可の撤廃が義務づけられるとともに、すべての人に最低賃金が保障された。
2016年12月13日、カタール政府はカファラ制度を廃止することで、国内の労働者に「具体的な利益」をもたらすとする新たな労働法を導入した。移民労働者の転職や出国を容易にすることを目的としたこの新規制は即日施行された。アムネスティ・インターナショナルは、この改革は不十分であり、「移民労働者を搾取的な上司の手中に置き去りに」し続けていると指摘した。
2020年1月、カタールは大臣令を発布し、カファラ制度の一部であった出国ビザの要件を廃止した。出国ビザの要件が撤廃されたことで、カタールで働く移民はカタールから出国する際に雇用主の許可を得る必要がなくなった。国際労働機関（ILO）は、この政令を「労働改革における重要な出来事」と評した。
ヒューマン・ライツ・ウォッチは、転職には雇用主の同意が必要であることや、恒常的な最低賃金水準の差別は残っており、移民労働者は「依然として（許可なく雇用主を離れたことによる）逮捕や国外退去に直面している」ことから、政令は不十分であると主張した。
2020年8月、カタール政府は全労働者の最低賃金を月額1,000リヤルにすると発表した。それまでの暫定最低賃金である月額750リヤルからの引き上げであった。また、従業員が現在の雇用主の同意なしに転職できるよう、不意義証明書（No Objection Certificate）も撤廃された。最低賃金委員会が設置され、実施状況のチェックが行われた。

## サウジ・アラビア
2008年に発表されたヒューマン・ライツ・ウォッチ（HRW）の報告書によると、サウジアラビアのカファラ制度では、「雇用主は雇用された移民労働者の責任を負い、労働者がサウジアラビアに入国、転勤、出国するには明確な許可を与えなければならない。カファラ制度は、雇用主に労働者に対して絶大な支配力を与える。」と主張している。
2018年、France 24とALQSTは、カファラ制度における雇用主である「カフィル」が、サウジアラビアの法律に反して、家事労働者を他のカフィルに売るためにツイッターや他のSNSを利用していることを報じた。2015年から2018年にかけて、サウジアラビアで数人のインドネシア人家事労働者が処刑された。シティ・ザエネブとカルニは2015年4月に斬首された。ムハンマド・ザイニ・ミシンは雇用主を殺害したとして2018年3月に処刑された。
2018年10月29日には、同じくサウジアラビアで働くインドネシア人家事労働者のトゥティ・トゥルシラワティが、雇用主を殺害したとして処刑された。トゥルシラワティは殺害は性的虐待に関連した正当防衛だと主張していた。インドネシア外相のレトノ・マルスディは、判決に対する控訴にもかかわらず、警告なく執行された処刑について正式に告訴した。
2019年11月初旬、バングラデシュ人家事労働者のスミ・アクターが雇い主から「容赦ない性的暴行」を受け、15日間監禁され、熱い油で手を焼かれたと主張し、ダッカでデモが行われた。さらに、バングラデシュ人のナズマ・ベガムは拷問を受けたと主張し、メディアの注目を集めた。ベガムはサウジアラビアで未治療の病気によって死亡した。両者とも病院の清掃スタッフとしての仕事を約束され渡航したが、騙されて家事使用人として働かされていた。
2020年11月4日、サウジビジョン2030の一環として、労働法の改正計画を発表した。2021年3月14日に施行される新しい措置はカファラ制度を抑制することを目的としている。
1. 労働契約のデジタル文書化の義務化
2. 出国ビザ、最終出国ビザ、再入国ビザ、スポンサー変更について、契約期間終了後または契約書にあらかじめ明記された予告期間後に申請する限り、スポンサーの同意を必要とする規定を削除する。契約期間内に申請する場合でも、その他の要件が適用される場合がある。

この変更は、サウジアラビアの電子政府の一部であるアブシャーとチワのポータルで実施される。
2021年3月、サウジアラビアは労働改革を導入し、一部の移民労働者が雇用主の同意なしに転職できるようにした。ヒューマン・ライツ・ウォッチは、この改革はカファラ制度の悪用を完全に防ぐものではなく、「移民労働者を虐待の高いリスクにさらしたままにしている」と主張した。労働法の適用を受けない多くの家事労働者や農民は、パスポート没収、賃金の遅延、さらには強制労働などに依然としてさらされている。また、移民労働者は雇用主の許可なく出国許可を申請することができるが、出国許可が必要であること自体が人権侵害である。

## アラブ首長国連邦
アラブ首長国連邦（UAE）での就労を希望する外国人に就労許可を発行する就労ビザのスポンサー制度がある。ほとんどは、機関や企業がスポンサーとなっている。
就労のためにUAEへの入国を希望する人は、人事省から2カ月間有効の就労許可証を取得する。スポンサーは健康診断、身分証明書、書類、印鑑の取得を担当する。移民労働者自身が家族のスポンサーとなり、家族をUAEに呼び寄せることができる。
2015年省令第766号第1条により、契約が満了した従業員は新たな許可証を取得し、6ヶ月の求職者ビザでUAEに滞在することができる。また、雇用主が60日間賃金を支払わないなどの法的・契約的義務を怠った場合にも、新たな労働許可証が発行される。労働者は少なくとも6ヶ月の雇用の後、契約解除を要求することができる。不当に雇用を打ち切られた労働者は、6ヶ月の条件なしに新たな労働許可を受ける権利がある。
外国人の居住と労働許可の権利は、外国人の入国と居住に関する1973年のUAE連邦法第6号によって保護されている。雇用主は就労ビザを持つ従業員に対し、年次休暇、有給賃金、45日間の出産休暇、退職の権利、退職金、30日間の再就職の猶予期間を与える義務がある。また、雇用主が被雇用者のパスポートを没収すること、被雇用者に居住ビザの費用を負担させること、被雇用者に無報酬で1日8時間、週45時間を超える労働を強いることは法律で禁じられている。
外国人の未亡人や離婚した女性で、夫の就労資格によって合法的にUAEに滞在している場合は、労働許可証やスポンサーを必要とせず、UAEに滞在できる1年間のビザが与えられる。

### 家事労働者の虐待
2014年10月、ヒューマン・ライツ・ウォッチは、99人の女性家事労働者へのインタビューを行い、インタビュー対象者が主張する虐待を列挙した：ほとんどが雇用主によってパスポートを没収され、多くの場合賃金が十分に支払われず、1日最大21時間の残業が要求され、食事、生活環境、医療処置が不十分であった。24人は身体的または性的虐待を受けていた。
HRWはUAEに対し、外国人の入国および居住に関する1973年連邦法第6号の廃止または改正を含め、家事労働者が移民資格を失うことなく雇用主間の変更を自ら決定できるようにすることを勧告した。
UAEは2015年省令第766号を導入し、労働者は雇用主から不当な扱いを受けた場合、移民資格を失うことなく契約を解除し、新たな労働許可証を発行されると定めた。また、6ヶ月以上の雇用後、新たな雇用主が見つかった状態であれば、移民資格を失うことなく契約解除を要求し、新たな労働許可証を受け取ることができるようになった。
パスポートを没収する行為は違法であり、UAEの法律に違反する。

### UAE家事労働者の権利法案
2017年6月、UAEは労働法を国際労働機関（ILO）の家事労働者条約と整合させるための新法案を採択し、移民家事労働者に他のUAE従業員と同様の労働保護を提供した。この法案では、雇用主は家事労働者に宿泊施設と食事を提供し、年間最低30日の有給休暇、15日の有給病気休暇、15日の無給病気休暇、業務に関連する傷病に対する補償、1日12時間の休息を提供することが義務付けられている。

## 関連記事
- 役身折酬
- 査証